# Virgil Donati
Virgil Donati (nascido em 22 de Outubro de 1958) é um baterista australiano. Atualmente toca na banda Planet X e também em vários projetos paralelos. Recentemente, participou de uma turnê com o artista francês Michel Polnareff em shows europeus esgotados.
Em 2015, Virgil apareceu na 43a posição da lista 60 Pesos Pesados da Bateria elaborada pela revista Roadie Crew.

## Biografia
Virgil é mais conhecido por sua velocidade e habilidades altamente técnicas. Usa a baqueta no estilo tradicional grip e é proeficiente também em teclado.
Seu kit Pearl consiste em um bumbo de 22x18, tom de 10x9, tom de 12x9, tom 14x12, surdo de 16x16, surdo de 18x16, caixa Virgil Donati Signature de 14x5 acompanhada de uma caixa sopranino. Ele também usa frequentemente 'air toms' que são tons que ficam na altura da cabeça.  Virgil também usa hardware Pearl. É endorser dos pratos Sabian, peles Remo e baquetas Vater.
Virgil é descendente de italianos e nasceu em Melbourne na Austrália. Ganhou sua primeira bateria aos 3 anos de idade..